# Челюскинская улица
Челю́скинская улица — улица на северо-востоке Москвы, в Лосиноостровском районе Северо-восточного административного округа. Находится между улицей Малыгина и Таймырской улицей. Названа в 1972 году в честь челюскинцев — участников плавания 1933 года на пароходе «Челюскин».

## Расположение
Челюскинская улица начинается от улицы Малыгина, пересекает Таёжную и Таймырскую улицы и выходит на Стартовый проезд, соединяющий Стартовую улицу и Анадырский проезд.

## Учреждения и организации
- Дом 2 — Детская библиотека 68 «Зелёный Лось» ГБУК г. Москвы «ОКЦ СВАО». Здесь размещены около 35 тысяч книжного фонда: художественной литературы отечественных и зарубежных авторов, познавательной литературы для детей и взрослых, множество новинок, журналов и комиксов. Записать в библиотеку ребёнка можно буквально с пелёнок. Здесь уютно и интересно.  Кроме множества интересных книг, можно найти новых друзей, посетить занятия по английскому, китайскому языкам, научиться играть в шахматы, мастерить, рисовать, танцевать...Каждый четверг ребята дошкольного и младшего школьного возраста собираются в клубе «Почитаем-поиграем», чтобы услышать отрывки из лучших образцов современной мировой детской литературы, поиграть в настольные литературные игры. В библиотеке много уголков для спокойного чтения печатных книг и работы за компьютером. Регулярно в библиотеке проходят встречи с интересными людьми, квесты, фестивали, придумываются разные активности для детей и взрослых. Особое внимание уделяется экологическому просвещению.

## Общественный транспорт
В 420-720 метрах от улицы расположена железнодорожная платформа Лось.
По улице проходят маршруты автобусов (данные на 02 января 2018 года):
- 50 Платформа Лось —  Медведково — 10-й квартал Медведкова (только в направлении 10-й квартала Медведкова)
- 176 Платформа Лось —  Свиблово — Проезд Русанова (только в направлении платформы Лось)
- 185 Платформа Лось —  Свиблово —  Ботанический сад /  Ботанический сад (только в направлении метро Ботанический сад)
- 605 Платформа Лось —  Бабушкинская —  Отрадное — Юрловский проезд

## Галерея

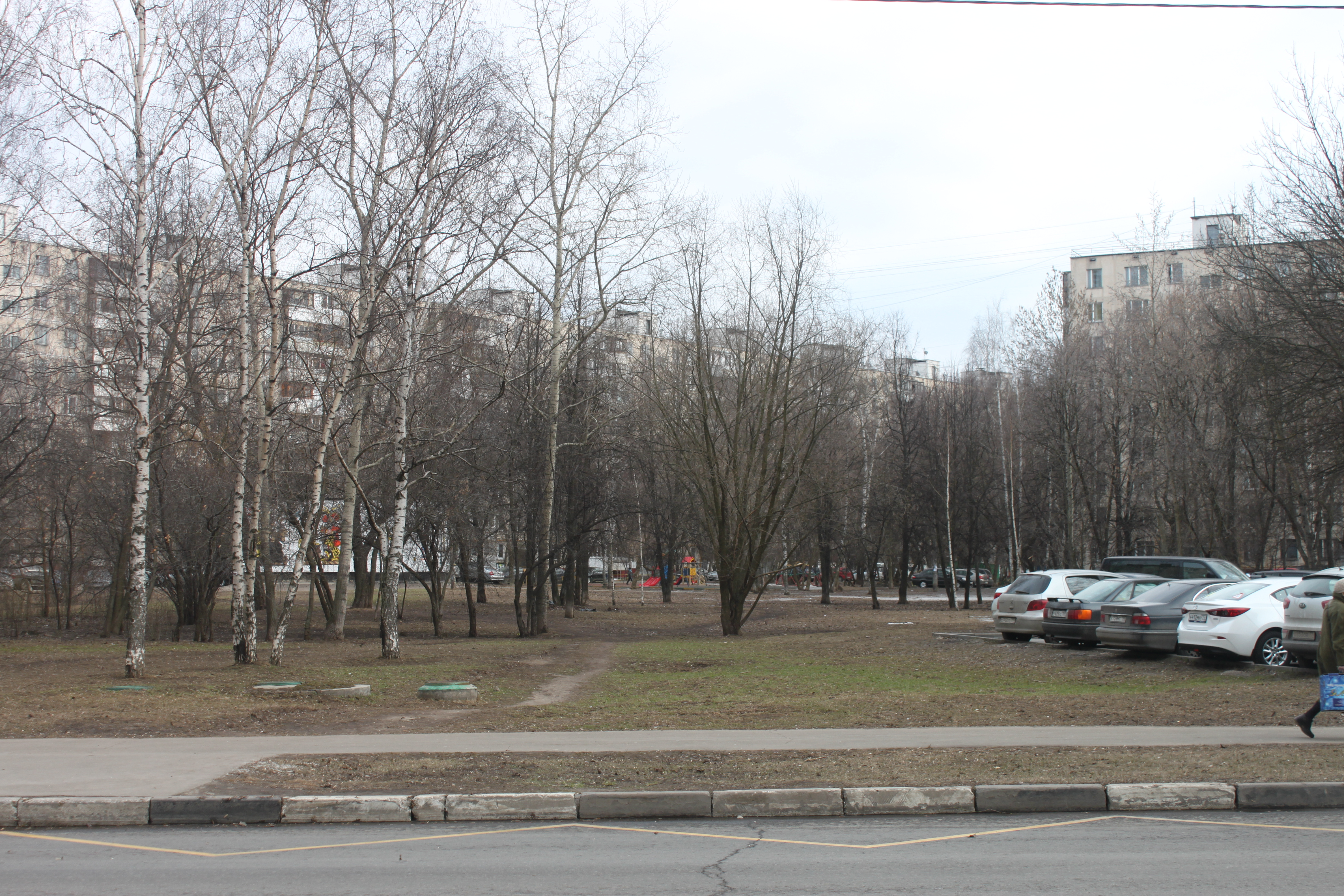
Пустырь
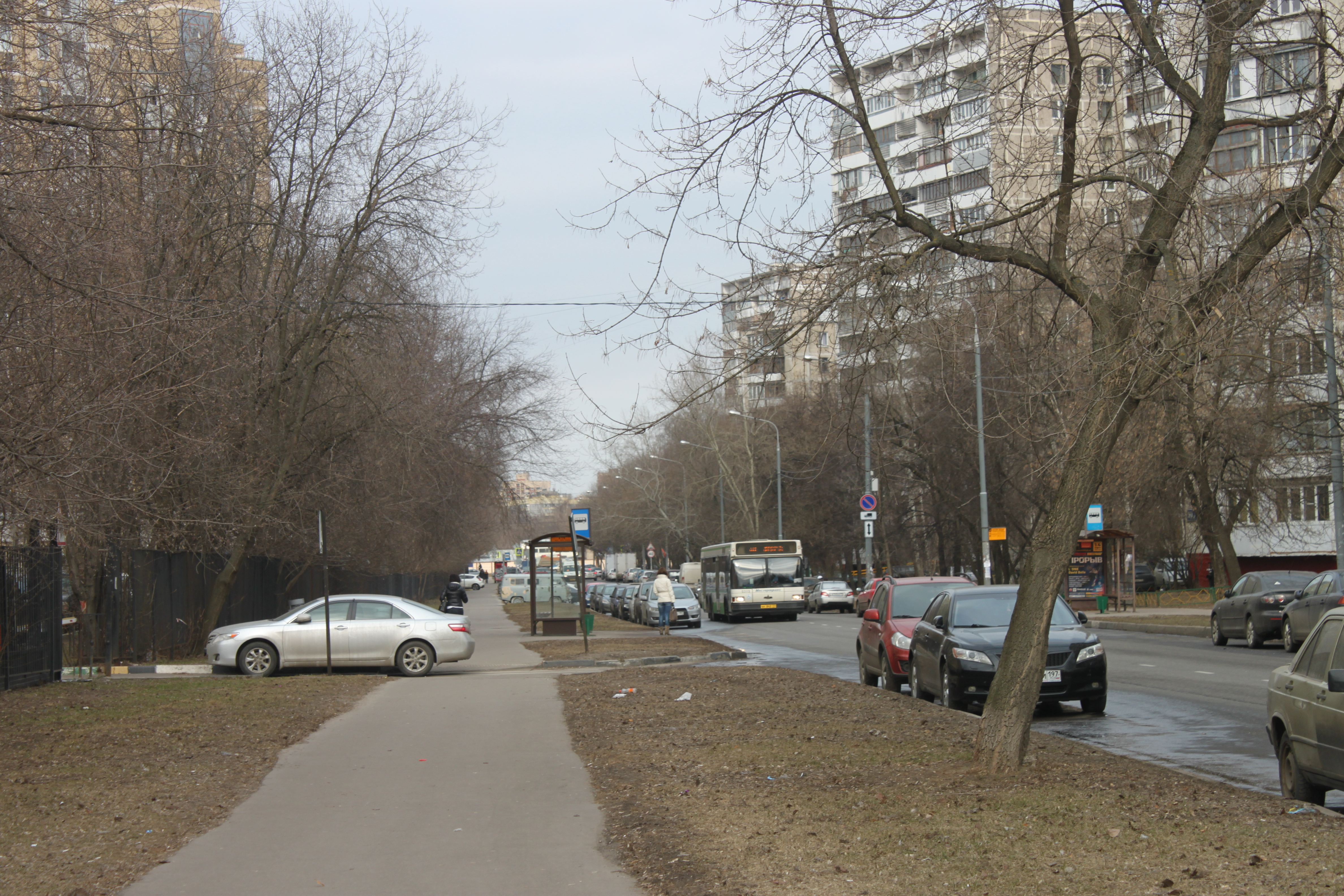
Вид на Стартовую улицу
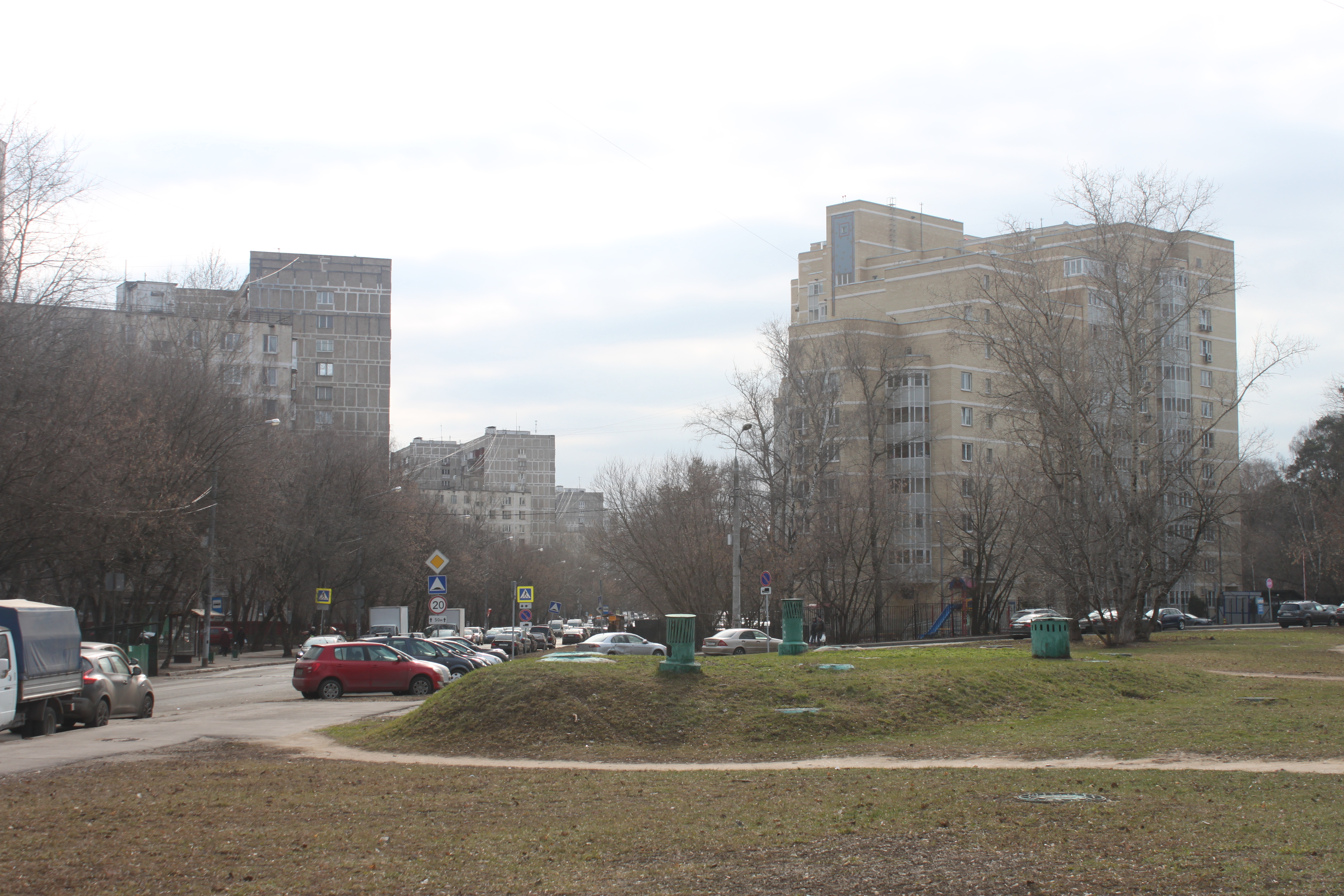
Вид на начало улицы
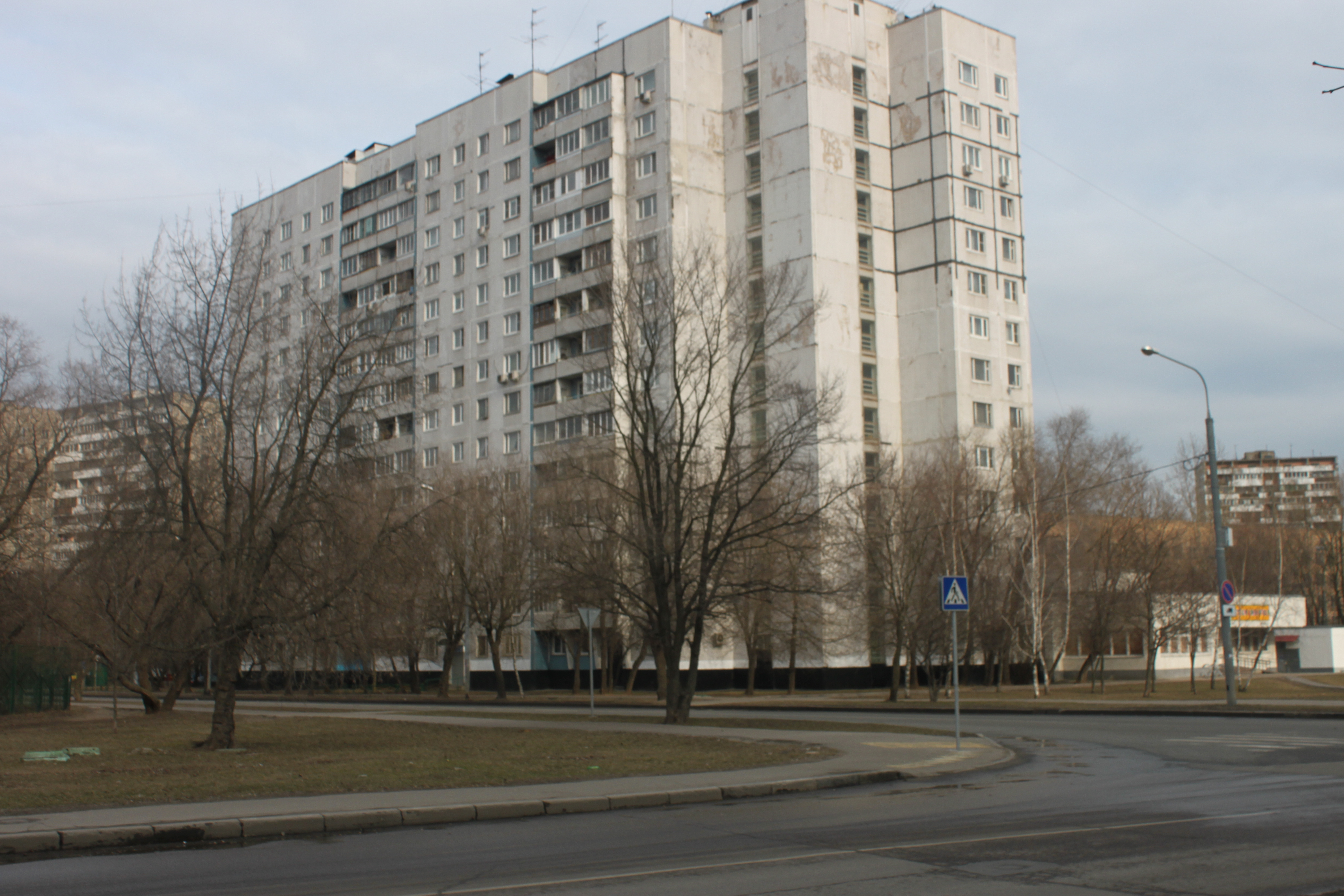
Вид на начало улицы (с улицы Малыгина)